# Clemente Onelli
Clemente Onelli (Roma, 22 agosto 1864 – Buenos Aires, 20 ottobre 1924) è stato un naturalista, paleontologo e geologo italiano direttore dello zoo di Buenos Aires ed esploratore della Patagonia.
Nato a Roma nella famiglia di un avvocato; Rimasto orfano, studiò al Pontificio Collegio fino all'età adulta, quindi alla Facoltà di Scienze Naturali dell'Università di Roma, dove si specializzò in paleontologia e geologia, ottenendo la laurea a 23 anni. Durante i suoi studi, imparò il latino, il greco e il francese e si interessò all'Argentina, iniziò a studiare lo spagnolo e le lingue dei popoli della Patagonia (Mapuche e Teuelche). Poco dopo la fine degli studi, decise di emigrare in Argentina, nel 1888 arrivò a Buenos Aires.
Già alla fine del 1888, Onelli partì per la sua prima spedizione nella Patagonia da poco colonizzata. La spedizione aveva un carattere paleontologico e archeologico. Agli inizi del 1890, studiò l'idoneità per i terreni di allevamento del bestiame nel sud della Patagonia per conto del Ministero dell'Agricoltura dell'Argentina. Nel 1897-1898 prese parte alla delimitazione del confine argentino-cileno in Patagonia. In ognuno dei suoi viaggi non sprecò l'opportunità per fare osservazioni sulla natura, osservare il comportamento degli animali e raccogliere esemplari di flora e fauna patagoniche.
Del 1904 fino alla fine della sua vita diresse lo zoo di Buenos Aires. All'inizio del XX secolo, ha promosso diverse leggi argentine per la protezione della natura e spesso ha tenuto lezioni sulla natura, anche davanti a un pubblico di bambini. Nel 1922, condusse una spedizione senza successo sul lago Epuen, il cui obiettivo era trovare un plesiosauro che si suppone vivesse in questo lago ; per questo motivo è considerato il primo criptozoologo in Argentina. Nello stesso anno, ha diretto un documentario muto, ora perduto,  sulle missioni cristiane in Patagonia. Il patrimonio scientifico di Onelli comprende una serie di opere scientifiche - principalmente sulla zoologia, sebbene tra le sue opere vi sia un libro sulla storia della tessitura e una raccolta di racconti patagonici .

## Onorificenze
In omaggio al naturalista italo-argentino,  portano il suo nome Clemente Onelli, una località nel Dipartimento 25 de Mayo, provincia di Río Negro , in Argentina .